# Spilostethus pandurus
Spilostethus pandurus es una especie de insecto del suborden Heteroptera (chinches), la familia de Lygaeidae, subfamilia Lygaeinae, género Spilostethus. Se trata de un insecto polífago que se alimenta de flores y semillas de muchas plantas y puede causar daños a los cultivos.

## Morfología
Esta chinche "roja y negra" se caracteriza por un punto blanco cerca de la mitad de la membrana del ala y un protorax con dos franjas horizontales negras.
Tiene dos glándulas dorsolateral protorácicas que pueden secretar sustancias repulsivas a los depredadores .
Las crias o ninfas se caracterizan por su rojo brillante. Estos colores sirven de advertencia a los depredadores de su mal gusto obtenido de las plantas de que se alimentan. Son llamados colores aposemáticos.

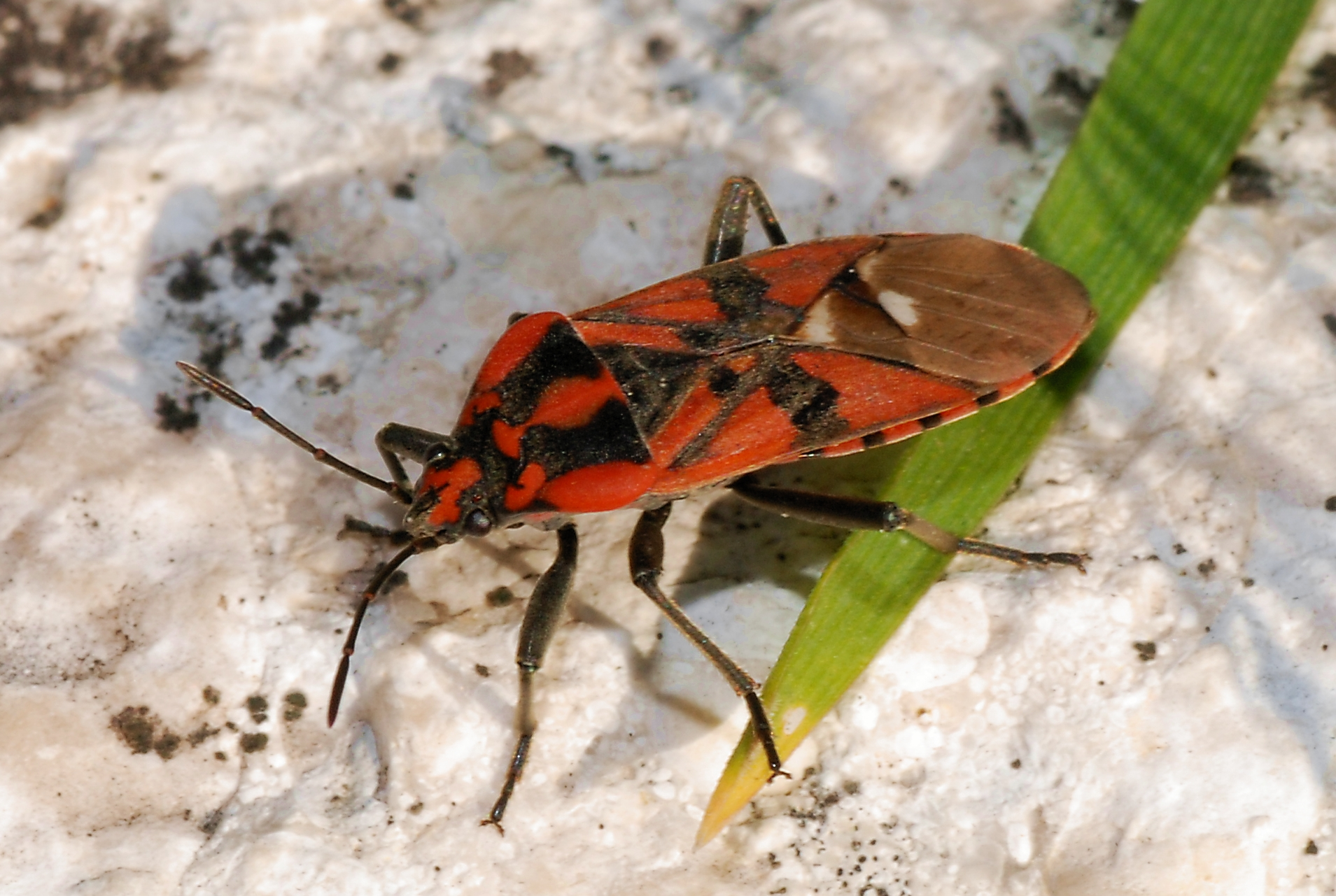
Spilostethus pandurus ♂
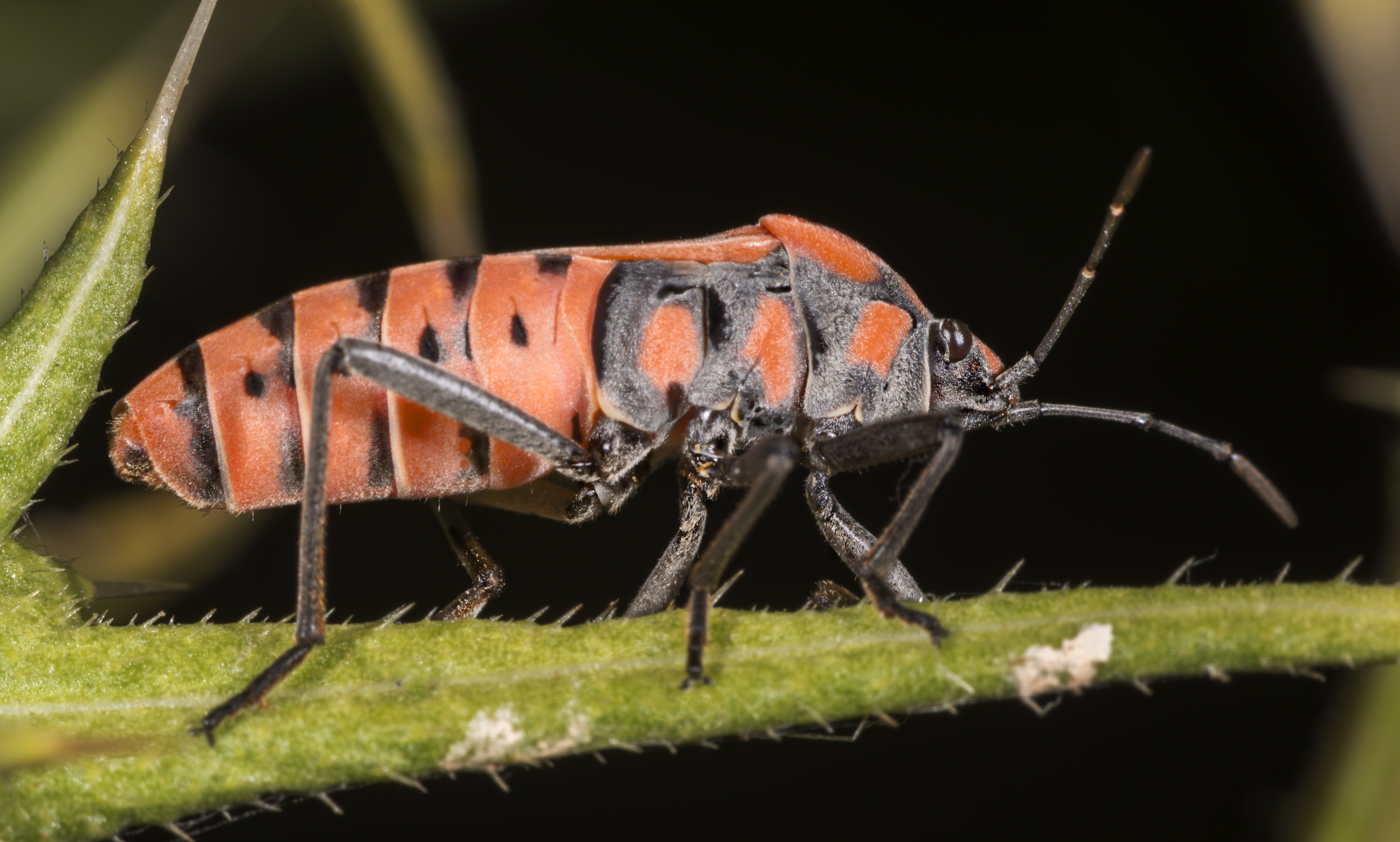
Perfil ♀
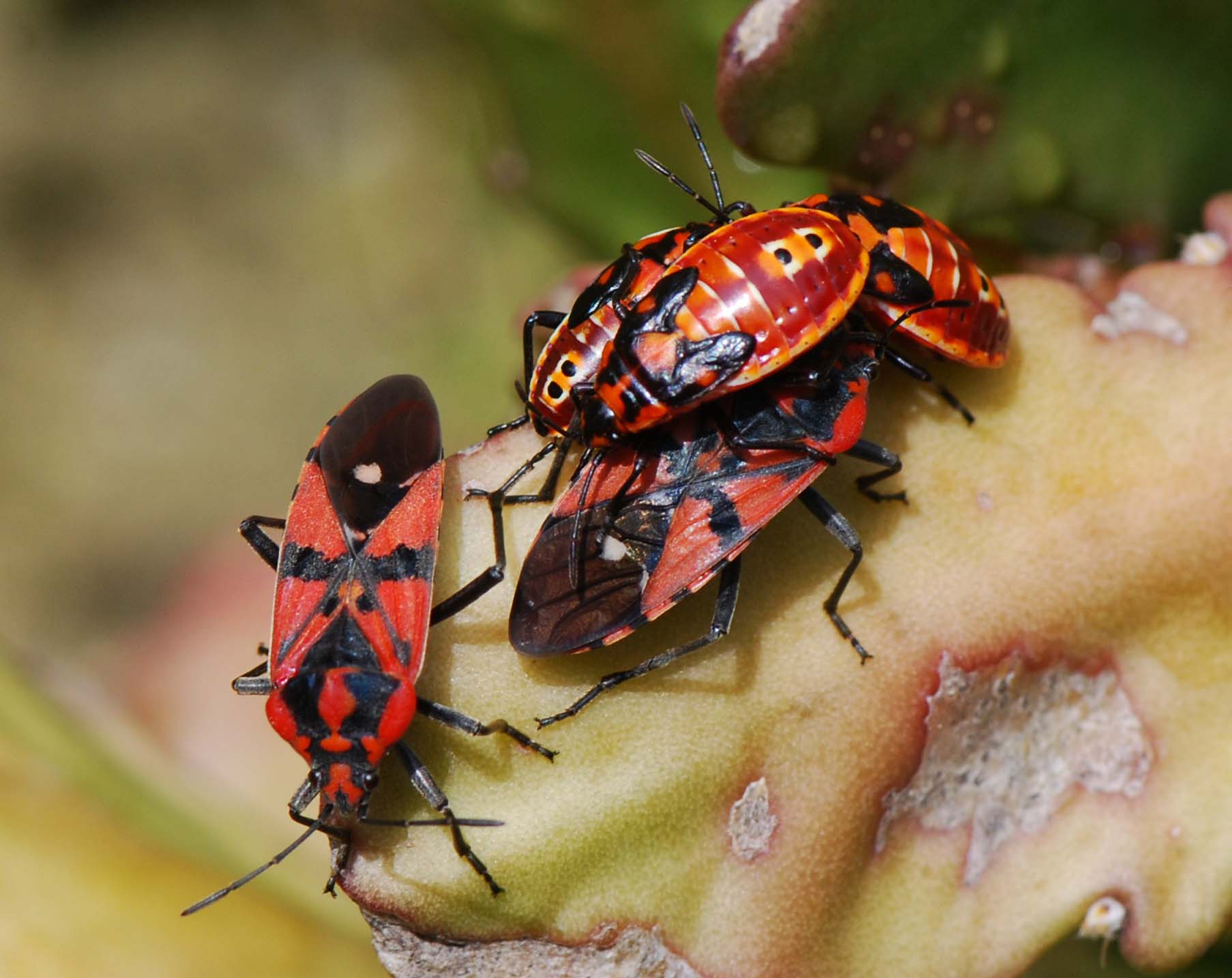
Spilostethus pandurus, adultos y ninfas

## Comportamiento
Al igual que muchos otros Lygaeidae, se alimenta preferentemente de plantas de la familia Asclepiadaceae de las que es capaz de obtener glucósidos tóxicos para muchos animales. Se ha demostrado que puede lanzar venenos por sus glándulas y así repeler los ataques de aves, gatos y escorpiones. En Europa se alimenta de otras plantas tóxicas como estramonio (Datura stramonium) y adelfa (Nerium oleander).

## Distribución geográfica

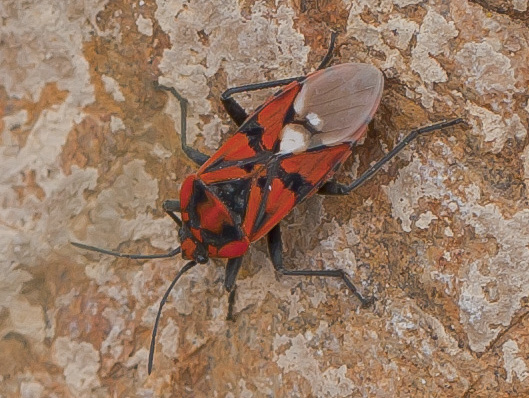
Ejemplar en España.

Esta especie está muy extendida en casi todo el mundo, se encuentra en África del Sur, el sur de Europa, China y Argentina.

## Descubrimiento
La especie Spilostethus pandurus fue descrita por el entomólogo italiano Giovanni Antonio Scopoli en 1763 .

### Sinonimia
- Lygaeus pandurus

## Daños que puede causar
Esta chinche polífaga puede atacar a plantas de varias familias, especialmente de la familia Asclepiadaceae y en especial a los cultivos. Así, en la India, puede provocar daños en los cultivos de sésamo (Sesamum indicum L. Pedaliaceae ); también provoca daños en Calotropis gigantea y Calotropis procera. También puede dañar al sorgo (Sorghum bicolor (L.) Moench var curra, Poaceae) y a algunas variedades más de plantas.